# Aartsbisdom Córdoba

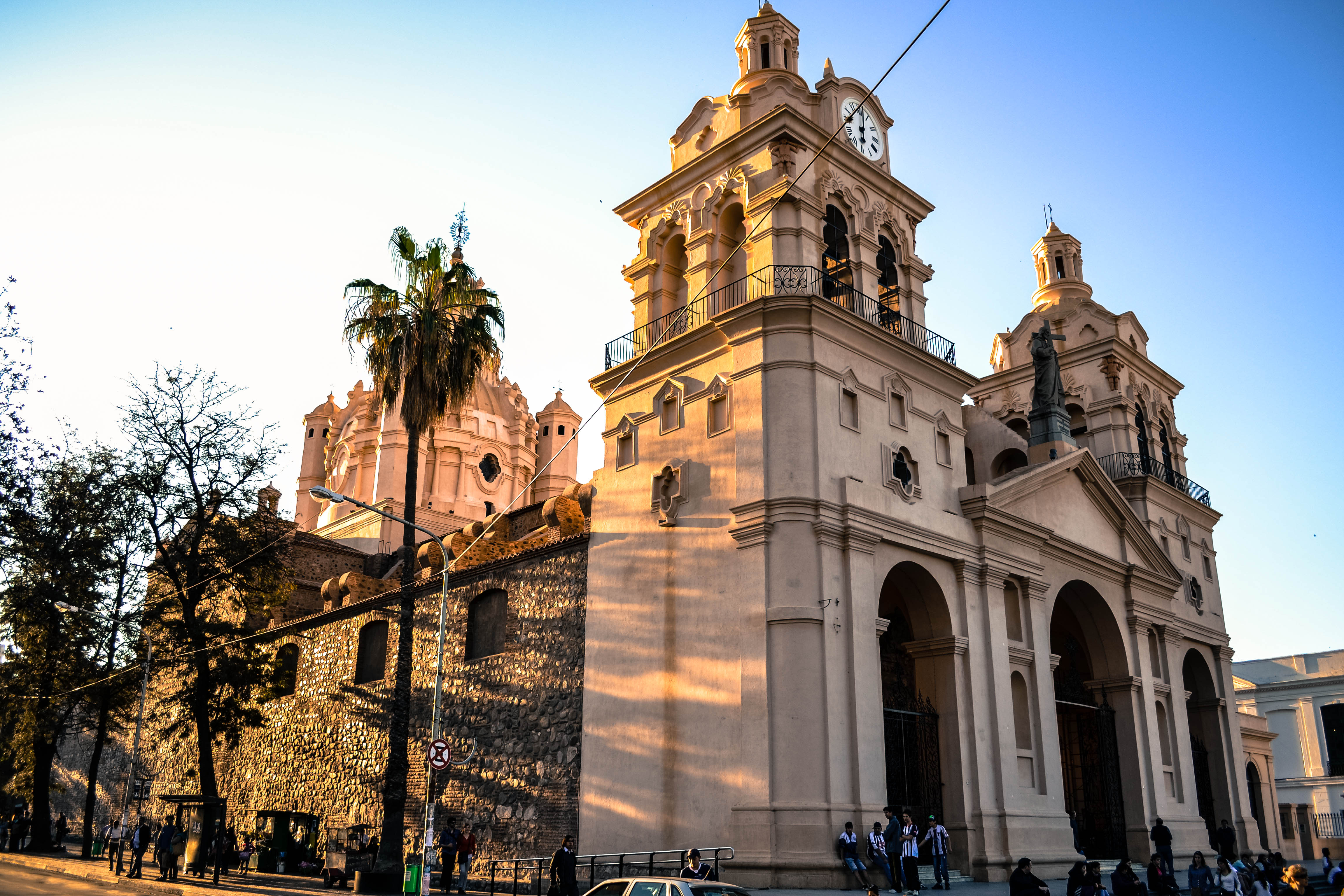
De kathedraal van Córdoba

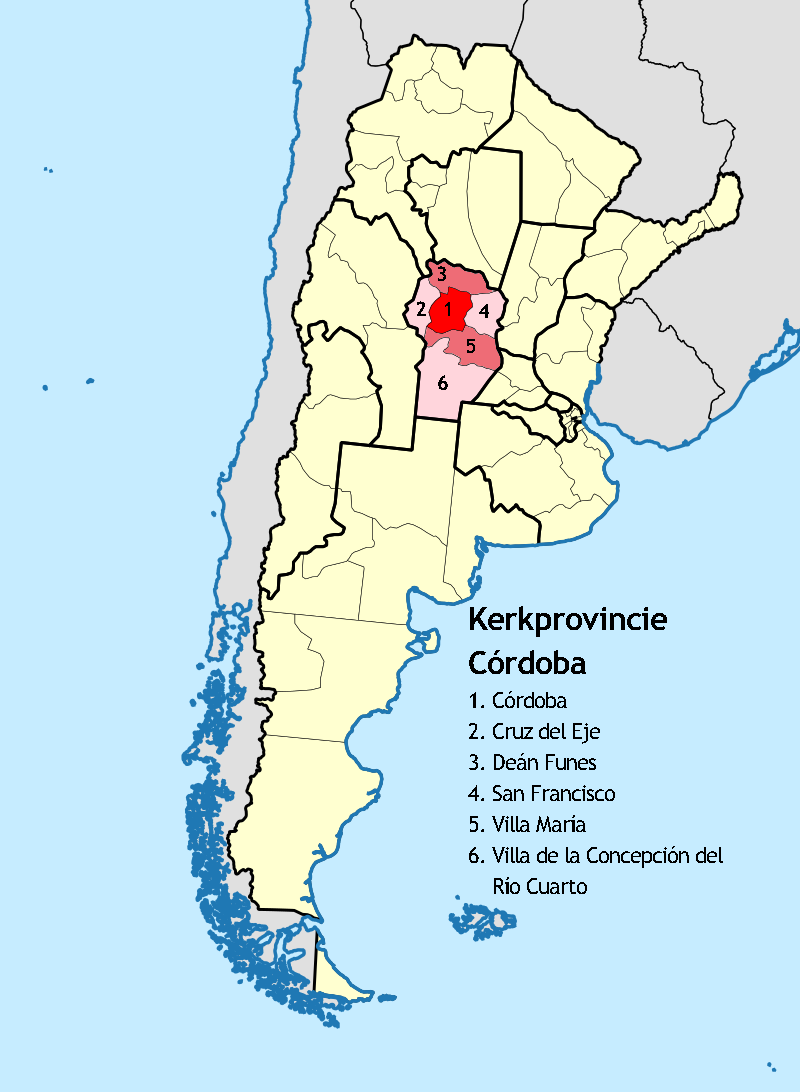
Het aartsbisdom (rood) binnen de kerkprovincie Córdoba

Het aartsbisdom Córdoba (Latijn: Archidioecesis Cordubensis in Argentina) is een rooms-katholiek aartsbisdom met als zetel Córdoba in Argentinië.  
Het bisdom Córdoba werd al opgericht in 1570 en besloeg toen een veel groter gebied. In 1934 werd het verheven tot aartsbisdom.
De kerkprovincie Córdoba bestaat verder uit vier suffragane bisdommen en een territoriale prelatuur:
- Bisdom Cruz del Eje
- Bisdom San Francisco
- Bisdom Villa de la Concepción del Río Cuarto
- Bisdom Villa María
- Territoriale prelatuur Deán Funes

In 2021 telde het aartsbisdom 113 parochies. Het aartsbisdom heeft een oppervlakte van 19.722 km² en telde in 2021 2.312.000 inwoners waarvan 87,7% rooms-katholiek was. 

## Aartsbisschoppen
- Fermín Emilio Lafitte (1934-1958)
- Ramón José Castellano (1958-1965)
- Raúl Francisco Primatesta (1965-1998)
- Carlos José Ñáñez (1998-2021)
- Ángel Sixto Rossi, S.J. (2021-)

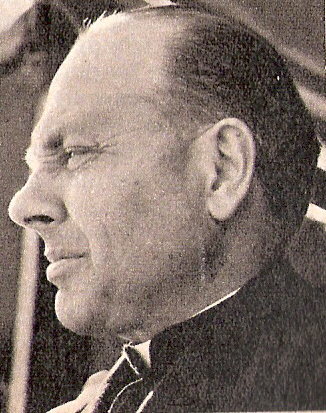
Raúl Francisco Primatesta
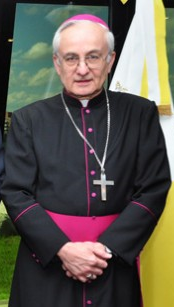
Carlos José Ñáñez
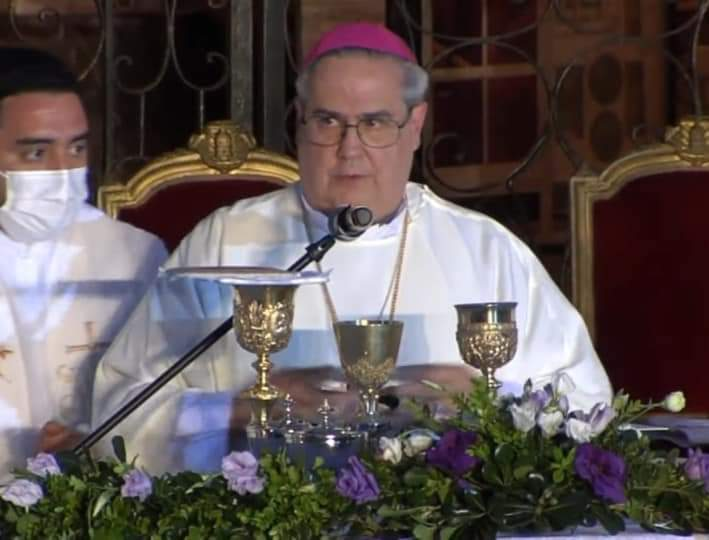
Ángel Sixto Rossi

Córdoba (aartsbisdom) · Cruz del Eje · Deán Funes (territoriale prelatuur) · San Francisco · Villa de la Concepción del Río Cuarto · Villa María